# Поњатова
Поњатова (пољ. Poniatowa) град је у Пољској у Војводству лублинском. По подацима из 2012. године број становника у месту је био 9776.

## Становништво
| 2012. |
| ----- |
| 9.776 |

## Партнерски градови
- Званични веб-сајт